# Vectorworks
Vectorworks is een CAD-programma van het Amerikaanse bedrijf Vectorworks. Het programma is in 1985 ontwikkeld door Richard Diehl onder de naam MiniCAD. Oorspronkelijk was de software ontwikkeld voor het Apple Macintosh-platform. De eerste Windows-versie verscheen in 1996, waarne de bedrijfsnaam Diehl Graphsoft werd gewijzigd in VectorWorks. Ook de software kreeg deze naam. In 2000 werd het bedrijf overgenomen door de Nemetschek Group.
Het programma wordt gebruikt door architecten, binnenhuisarchitecten, entertainment-industrie, landschapsarchitecten en mechanische ingenieurs voor het tekenen, ontwerpen, presenteren en modelleren in 2D en 3D. Het speelt tevens een rol in het ontwikkelen van een BIM waarin ook GIS-applicaties een bijdrage kunnen leveren.

## Beschrijving
De software biedt, naast de traditionele tekengereedschappen, de mogelijkheid om te tekenen met elementen uit de echte wereld. Zo is het bijvoorbeeld mogelijk lijnen, bogen en cirkels te schetsen en deze vervolgens aan te vullen met muren en ramen, meubelen en trappen, planten, lichtpunten, en dergelijke. De objecten zijn eenvoudig te bewerken en bevatten automatisch 2D- en 3D-aanzichten. Het is mogelijk 3D-modellen van 2D-tekeningen te maken en vice versa.
Elke vorm - zowel open als gesloten - kan gevuld worden met (verloop)kleuren, lijnarceringen, motieven of afbeeldingen. Ook de transparantie van de grafische vulling en de omtreklijn kan per object worden bepaald.
Met de ingebouwde database en het geïntegreerde rekenblad kunnen materiaallijsten worden afgeleid en prijzen worden berekend.

## Uitwisseling en rendering
Vectorworks kan met andere toepassingen zoals AutoCAD communiceren via DXF/DWG-omzetting. Het programma kan een groot aantal bestandsformaten importeren en exporteren, zoals SketchUp®, Revit, 3DS, Shapefile/SHP, JPG, TIF, EPS, GIF, BMP en PDF.
De standaard rendermethode van Vectorworks is OpenGL ("Shaded" genoemd sinds Vectorworks 2022). Met schetsstijlen kunnen harde lijntekeningen omgezet worden in zachte, handgeschetste presentaties. Voor meer geavanceerde 3D-rendermogelijkheden zijn de modules Renderworks en Redshift beschikbaar.

## Scripting
Vectorworks bevat een eigen scripttaal, VectorScript. Deze scripttaal laat toe om gereedschappen op maat te ontwikkelen. VectorScript is qua syntaxis vergelijkbaar met Pascal. 

## Modules van het programma
- Vectorworks Standaard
- Vectorworks Architectuur
- Vectorworks Landschap
- Vectorworks Spotlight
- Vectorworks Braceworks
- Vectorworks Machine Design
- Vectorworks Design Suite
- Vectorworks Kast op Maat
- Vectorworks Interiorcad
- Renderworks
- Vectorworks Education

De software is anno 2022 beschikbaar in het Nederlands, Chinees, Duits, Engels, Frans, Italiaans, Japans, Noors, Spaans, Portugees en Pools.